# Jussi Adler-Olsen
Carl Valdemar Jussi Henry Adler-Olsen (Kopenhagen, 2. kolovoza 1950.) danski je pisac koji je nakon raznih studija i raznih zanimanja započeo književnu karijeru 1984. s dvjema knjigama o Grouchu Marxu. Proslavio se krimi-trilerima kao što su Alfabethuset (Kuća abecede, 1997.), Kvinden i buret (Žena u kavezu, 2007.) i Journal 64 (Dnevnik 64, 2010.).

## Mladost
Rodio se 2. kolovoza 1950. u Kopenhagenu kao najmlađe od četvero djece i jedini sin uspješnog seksologa Henryja Olsena. Proveo je djetinjstvo s obitelji u više duševnih bolnica diljem Danske. Kao tinejdžer svirao je gitaru u nekoliko pop-sastava. Nakon što je završio državnu školu Rødovreu, studirao je medicinu, sociologiju i film. Krajem 1970-ih radio je u raznim područjima izdavačke industrije kao što su scenariji za stripove, lektura i novinarstvo.

## Književna karijera
1980. počeo je sastavljati prvu dansku enciklopediju stripova, Komiklex, koju je završio 1985. Zatim je napisao dvije knjige o Grouchu Marxu (1984. – 1985.). Objavio je Fred på tryk (1989.), jedinu poznatiju dansku bibliografiju djela vezanih uz mir i sigurnost.
Uslijedio je njegov prvi uspješni roman Alfabethuset (Abecedna kuća, 1997.). Govori o dva britanska pilota na tajnom zadatku koji se sruše u Njemačkoj za vrijeme Drugog svjetskog rata. Uslijedio je Og hun takkede guderne (Razbijač tvrtki, 2002.), triler smješten u Iraku, gdje indonezijski stručnjak za uništavanje velikih korporacija mora srušiti jednu naftnu kompaniju.
Washington dekretet (Washingtonski dekret, 2006.) započinje s atentatom na kandidata Demokratske stranke netom prije američkih izbora.
Njegovi prvi romani u krimi-seriji o Sektoru Q, Kvinden i buret (Žena u kavezu) i Fasandræberne (Ubojice fazana), objavljeni su 2007. i 2008. Oba su smještena u Danskoj, gdje su mu podigli popularnost i pojavili se na listama uspješnica. Uslijedio je Flaskepost fra P (Poruka u boci, 2009.), a njegova zadnja knjiga o Sektoru Q, Journal 64 (Dnevnik 64), objavljena je 2010.
Romani Adlera-Olsena prodani su u 25 zemalja, kao što su Kina, Nizozemska, Njemačka, Rusija, Sjedinjene Države, Španjolska, Švedska i Velika Britanija. Po Abecednoj kući snimljen je i film.

## Objavljeno na hrvatskom
- "Žena u kavezu", Znanje, Zagreb, 2012. (Kvinden i buret)
- "Kuća abecede", Znanje, Zagreb, 2014. (Alfabethuset)

## Nagrade
- Nagrada Harald Mogensen 2010. za Flaskepost fra P.
- Nagrada Zlatni ključ 2010. za Flaskepost fra P.[5]
- De Gyldne Laurbær 2011. za Journal 64[6]

## Vanjske poveznice
- Službena stranica  Arhivirana inačica izvorne stranice od 12. prosinca 2011. (Wayback Machine)
- Intervju s Adlerom-Olsenom na engleskom